# 발사장

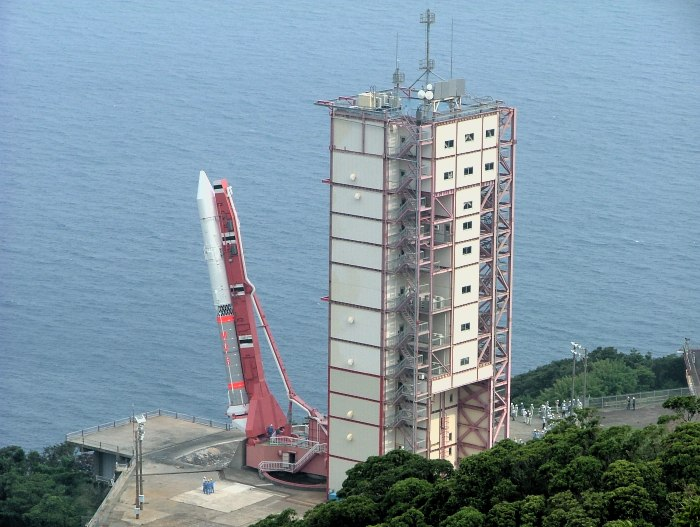

발사장(發射場)은 로켓이나 미사일 등을 발사하는 시설이다. 우주공간을 향해 인공위성을 쏘아 올리는 발사체의 발사장은 우주기지 등으로 부르기도 한다. 우주기지는 일반적으로 우주 개발 기관이 관리한다. 공군 기지와 위성 발사장이 공유되는 경우도 있다.
인공위성 발사장은 지구의 자전을 이용하여 로켓 연료를 가급적 사용하지 않고 궤도 속도를 얻기 위해 적도에 가까이 있는 경우가 많다.

## 지상 설비
조립 시설, 고정 시설, 액체 연료 로켓의 경우는 로켓 연료를 보관 및 주입하는 시설이 필요하다. 인공위성을 쏘아 올리는 경우는 밖까지의 관제를 실시하는 시설 또한 유인 비행의 경우에는 우주 비행사의 숙박 시설과 대기 장소 등도 필요하다. 궤도 투입 후 관제 업무는 운용 담당 시설에 인계된다.